# Projektion (Optik)
Als Projektion, Bildprojektion oder Bildwurf bezeichnet man die vergrößerte, verkleinerte oder anders modifizierte Übertragung eines Bildes auf eine Projektionsfläche. Typisches Beispiel ist die Projektion auf eine Bildwand mit Hilfe eines Projektors. Nach der Art des Ursprungsbildes unterscheidet man z. B. Episkope, Dia-, Schatten-, Film-, Video- und Laserprojektoren. Kameras erzeugen mit ihrem Objektiv eine in der Regel verkleinerte Projektion eines Bildes auf ein Medium (Film oder Sensor).
Die älteste optische Projektion erfolgte bei der Lochkamera ohne Linse. Noch älter ist die Prinzipumkehr von Licht zu Schatten bei der Abbildung der Sonne als Schattenpunkt mit Hilfe eines Nodus oder als Schattenstrich mit Hilfe eines Schatten werfenden Stabes bei Sonnenuhren.

## Grundlagen
Die Erzeugung des projizierten Bildes erfolgt durch eine optische Abbildung. Bei der einfachen Schattenprojektion ergibt sich die Bildgröße {\displaystyle B} aus dem Abstand {\displaystyle b} des Bildes zur (möglichst) punktförmigen Lichtquelle und aus dem Abstand {\displaystyle g} des Gegenstandes oder Originalbildes der Größe {\displaystyle G} zur Lichtquelle:
{\displaystyle B={\frac {b\cdot G}{g}}}
Befindet sich ein Objektiv zwischen Bildquelle und Projektionsfläche, entsteht die Abbildung durch ein reelles Bild. Für dessen Bildgröße {\displaystyle B} ergibt sich nach dem Strahlensatz
{\displaystyle {\frac {B}{G}}={\frac {b-f}{f}}} bzw. {\displaystyle B={\frac {G\cdot (b-f)}{f}}},
wobei {\displaystyle f} die Brennweite des Objektivs bezeichnet.
Neben den durch das Objektiv bedingten Abbildungsfehlern wird das Bild verzerrt, wenn die optische Achse nicht senkrecht auf der Projektionsfläche steht oder diese nicht eben ist.
Bei der Laserprojektion handelt es sich nicht um eine Projektion in diesem Sinne, da das Bild nicht optisch abgebildet, sondern durch den modulierten Laserstrahl geschrieben wird.

## Beispiele

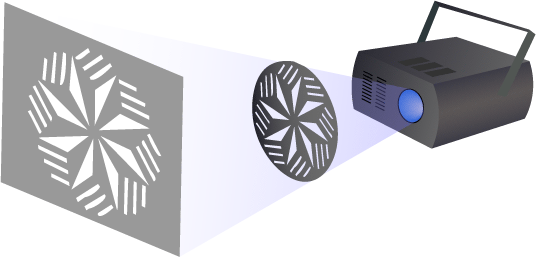
Gobo-Projektor nach dem Prinzip der Schattenprojektion
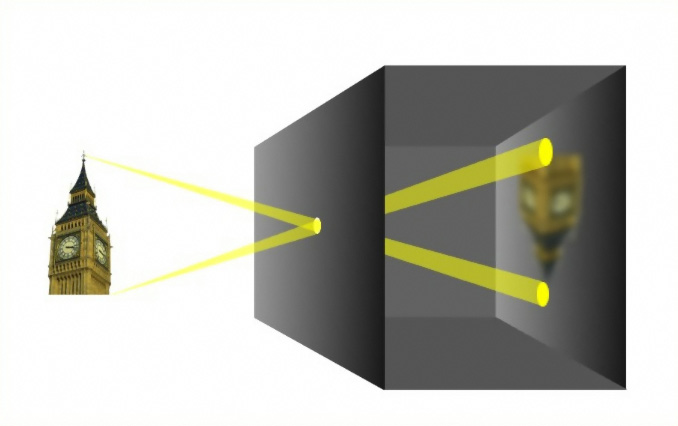
Funktionsweise einer Lochkamera
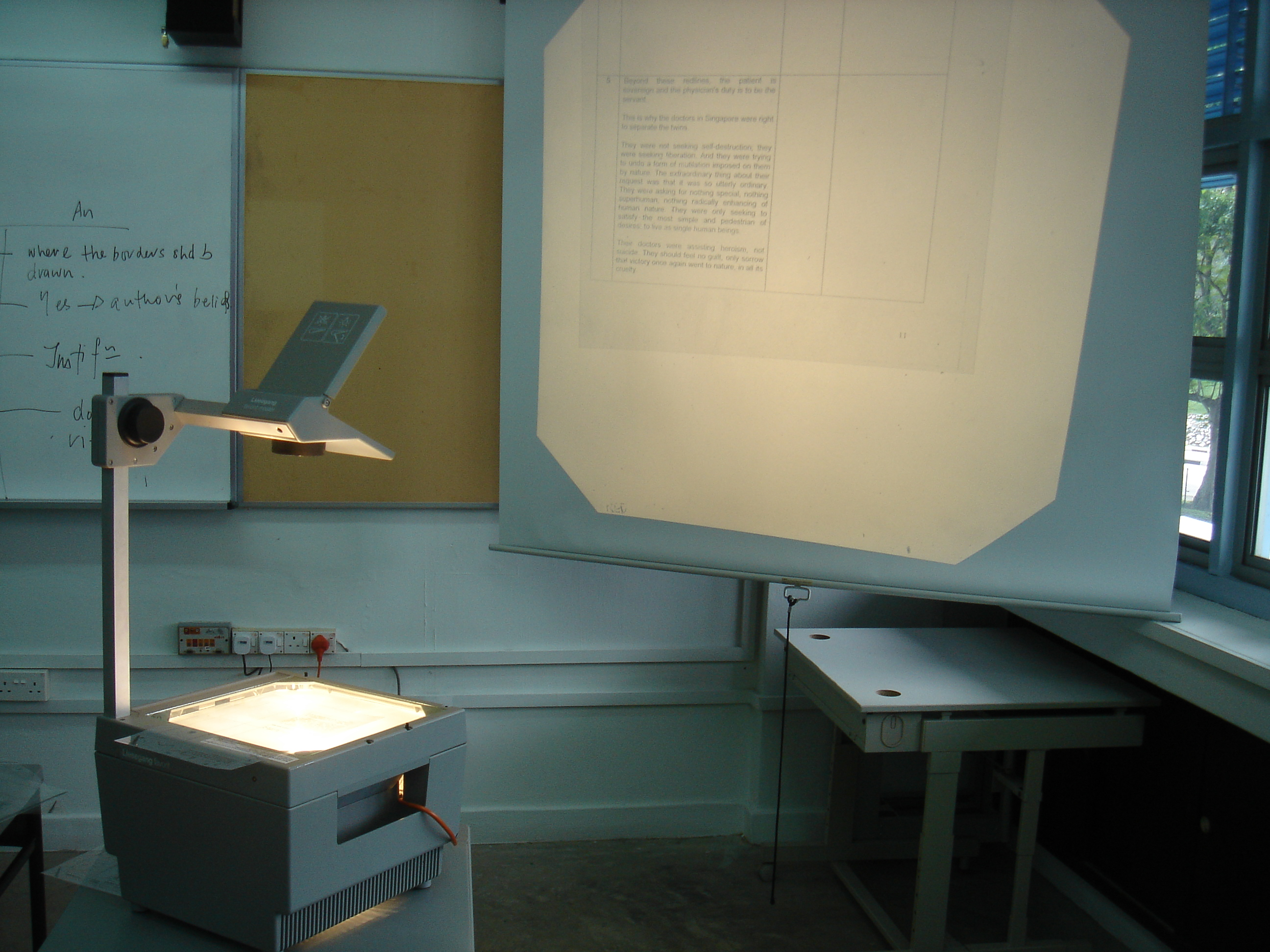
Tageslichtprojektor in Betrieb
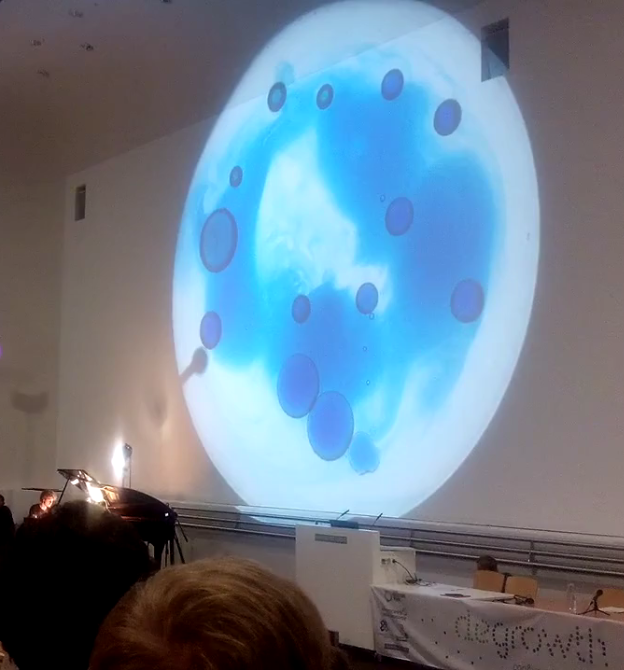
Lichtinstallation mittels Projektor

- Wandprojektion im Kino oder bei Vorträgen und Lehrveranstaltungen;
- Schatten: Projektion eines Objektumrisses durch eine annähernd punktförmige Lichtquelle (z. B. Sonne, Mond, Straßenlaterne);
- Fotografie: Herstellung von Kopien oder Vergrößerungen vom Negativ;
- Foto- und Filmkameras: Projektion des Gegenstandes auf einen chemischen Film oder einen Bildsensor;
- Die Camera obscura oder Lochkamera ist ein Beispiel für eine verkleinernde Abbildung durch Projektion;
- Lesegeräte für Mikrofiches: vergrößerte Projektion archivierter Dokumente auf einen Tisch oder Bildschirm.